# Bataille de Kasserine
Seconde Guerre mondiale
Batailles
- Course pour Tunis
- Ligne Mareth
- Sidi Bouzid
- Kasserine
- Sejnane
- Ochsenkopf
- Capri
- Ksar Ghilane
- Pugilist
- El Guettar
- Wadi Akarit
- Longstop Hill
- Hill 609
- Vulcan
- Flax
- Retribution
- Strike

La bataille de Kasserine est un épisode de la Seconde Guerre mondiale en Afrique du Nord qui a lieu en 1943 et qui s'inscrit dans la campagne de Tunisie.
Il s'agit en fait d'une série de batailles qui se sont déroulées autour de la passe de Kasserine, une dépression de trois kilomètres à travers le massif de la dorsale tunisienne de la chaîne de l'Atlas. La ville de Kasserine quant à elle se situe à l'ouest de la Tunisie.
Les forces de l'Axe engagées sont essentiellement issues de l'Afrikakorps sous les ordres du maréchal Erwin Rommel et de la 5e Panzerarmee sous le commandement d'Hans-Jürgen von Arnim. L'AfrikaKorps inclut des unités italiennes, notamment des Bersaglieri qui participent ensuite aux combats menés en direction de Tébessa aux côtés des Allemands.
Les forces alliées dépendent du 2e corps de l'armée américaine commandé par le Major General Lloyd Fredendall. Les combats décisifs de Kasserine, Sbiba et Thala démontrent l'importance des effectifs français et britanniques engagés dans la bataille.
Cette bataille est la première rencontre à grande échelle des forces américaines et allemandes durant la Seconde Guerre mondiale. Les troupes américaines sans expérience du feu sont envoyées au combat de façon maladroite par leur commandement. Les conséquences sont dramatiques pour elles avec des pertes élevées et un repli de plus de 80 kilomètres par rapport à leurs positions d'origine à l'ouest de Faïd.
À la suite de ces événements, l'armée américaine effectue un certain nombre de changements dans l'organisation des unités et change le commandement avec l'arrivée du général George Patton. Quelques semaines plus tard, lors de nouvelles batailles, les troupes américaines se révèlent bien plus efficaces.

## Situation générale

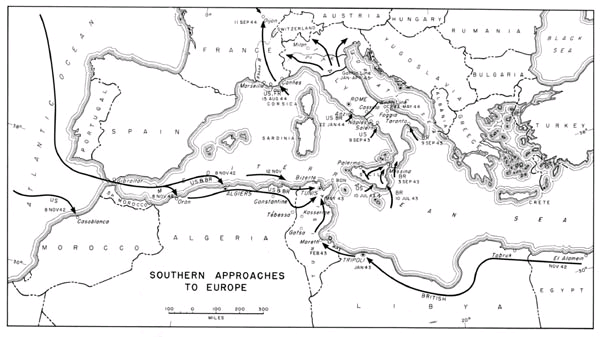
Situation générale.

La Seconde Guerre mondiale fait de la Tunisie un champ de bataille imprévu après le débarquement anglo-américain au Maroc et en Algérie le 8 novembre 1942 au cours de l'opération Torch. Ce débarquement a lieu quelques jours seulement après la percée réalisée par la 8e armée britannique du général Bernard Montgomery lors de la seconde bataille d'El Alamein en Égypte. Comprenant le danger d'une guerre sur deux fronts, des troupes allemandes et italiennes sont transférées de Sicile pour occuper la Tunisie, l'une des rares zones facilement défendables d'Afrique du Nord située à seulement une journée de navigation des bases siciliennes.
Malgré le débarquement allié, la défense de l'Axe à l'ouest reste sommaire. Mais aucun effort particulier des forces aériennes et navales alliées ne tente d'empêcher le transfert d'hommes et de matériel vers Tunis au début de la campagne, ce qui permet une arrivée importante de forces allemandes et italiennes. De plus, les troupes alliées ne progressent que lentement pour aller au contact des Allemands étant donné qu'ils négocient le ralliement des commandants des forces françaises fidèles au régime de Vichy.
Le 15 novembre, la 1re armée britannique entre en Tunisie. Le 25 novembre, son aile gauche approche de Mateur, sur la route de Bizerte, et son aile droite atteint Djedeida dans la vallée de la Medjerda (25 kilomètres de Tunis). La Tunisie centrale est envahie. Le 17 novembre, les parachutistes britanniques du colonel Edson Duncan Raff, venant de Tébessa, s'emparent de Kasserine et de Gafsa. Mais malgré plusieurs tentatives pour prendre Tunis avant l'arrivée importante de troupes italo-allemandes, l'avantage défensif que procure le terrain et la mauvaise coordination alliée permettent aux faibles troupes allemandes et italiennes débarquées de résister devant l'avance alliée.

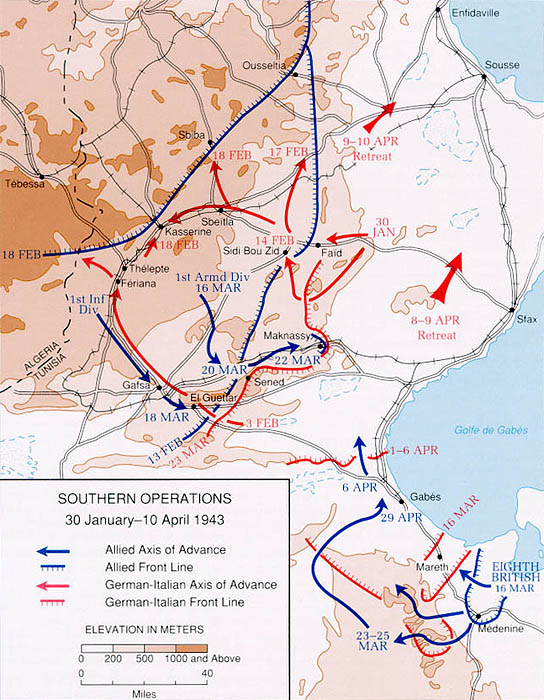
Campagne de Tunisie du 30 janvier au 10 avril 1943.

Les Allemands contre-attaquent et, dès le 29 novembre, les Alliés sont arrêtés et l'offensive bloquée. Le front se stabilise sur une ligne allant du cap Serrat à Meknassy. En décembre et janvier, le général Von Arnim renforce ses troupes alors qu'Erwin Rommel se replie lentement de Tripolitaine vers le sud tunisien, talonné par le général Bernard Montgomery. La 8e armée britannique prend Tripoli le 23 janvier 1943 et occupe la principale base de ravitaillement de Rommel. Le 15 février, les dernières unités de l'Afrikakorps franchissent la frontière tunisienne et se retranchent derrière la ligne Mareth construite avant la guerre par les Français pour défendre la Tunisie face aux Italiens.
Mais la situation allemande est précaire. Les troupes alliées ont déjà traversé le massif de l'Atlas et occupé les cols de la partie orientale de la dorsale tunisienne. Le 2 décembre 1942, un escadron du 3e régiment de chasseurs d'Afrique conquiert le col de Faïd. Le même mois, les troupes américaines investissent Meknassy avant de l'évacuer en emmenant 21 prisonniers italiens. Le 24 janvier 1943, ils récidivent en attaquant la garnison de Sened dont ils ramènent 96 prisonniers.
Tous ces coups de main inquiètent les forces allemandes qui craignent d'être coupées en deux. Rommel et l'Afrikakorps risquent de se retrouver séparés du reste des forces de la Wehrmacht et des bases de ravitaillement du nord de la Tunisie. Il est évident qu'elles ne peuvent pas rester sans bouger devant cette menace.
Les services de renseignement alliés pensent que la contre-attaque aura lieu plus au nord.

## Batailles

### Prise du col de Faïd (30 janvier)

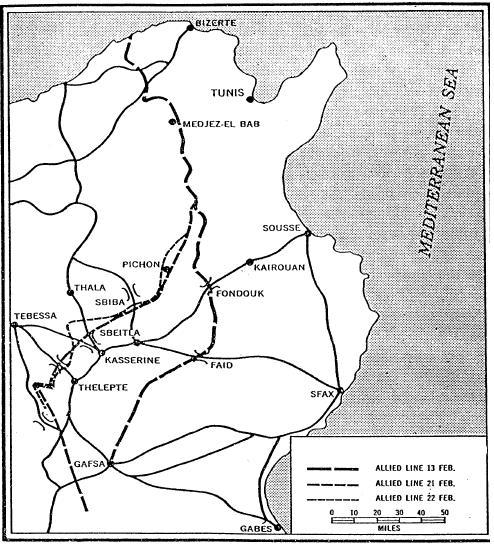
Reflux allié durant le mois de février.

Le 30 janvier 1943, à quatre heures du matin, une trentaine de chars de la 21e Panzerdivision attaque le détachement français du 2e régiment de tirailleurs algériens qui occupe le col de Faïd. Malgré la vétusté de leur équipement militaire, les défenseurs repoussent les assaillants mais ils sont bientôt pris à revers par d'autres troupes allemandes passées par le col du Rebaou situé quinze kilomètres au sud de la position. Les demandes de secours mettent en lumière pour la première fois les manquements au niveau de la chaîne de commandement alliée. Ce n'est qu'au bout de cinq heures que le lieutenant général Kenneth Anderson donne l'ordre de secourir les soldats français encerclés. Mais face aux attaques de l'aviation allemande, le brigadier général Raymond Mac Quillin, chargé de la contre offensive, préfère attendre la nuit. Les derniers soldats français se rendent vers minuit, non sans que leurs vainqueurs rendent hommage à leur courage: 
« Le 2e bataillon du 2e RTA qui tenait la passe se défendait avec ténacité et tirait encore, alors même que les grenadiers se trouvaient à quelques mètres d'eux (…) Des prisonniers français se dégage une excellente impression militaire ; il en est de même des indigènes. »
Les assaillants allemands ont eu tout le temps nécessaire pour nettoyer la position du Faïd et s'y retrancher lorsque la 1re division blindée menée par le général Mac Quillin contre attaque le 31 janvier. Mal inspiré, celui-ci divise ses troupes entre la route du Faïd et celle du col de Rebaou tout en laissant des forces conséquentes à Sbeïtla. Les attaques des stukas et la précision des tirs allemands mettent hors de combat les chars américains et jettent la panique parmi les soldats inexpérimentés qui fuient le champ de bataille. La contre offensive est rapidement arrêtée et le calme revient dans la région.

### Bataille de Sidi Bouzid (14 février)

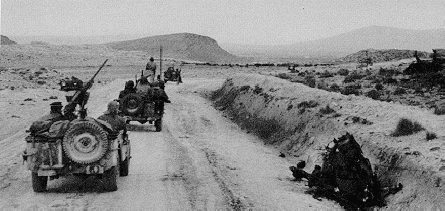
Patrouille américaine près de Kasserine.

Les premiers combats ont montré la faible valeur militaire de l'armée américaine. Une double offensive est alors décidée par les généraux allemands afin de contourner le dispositif allié en enfonçant le front américain avant de remonter vers le nord de la Tunisie en prenant les forces britanniques et françaises à revers.
L'opération « Frülingswind » sous le commandement de Von Arnim mobilisera les 10e et 21e Panzerdivision et attaquera Sidi Bouzid à une quinzaine de kilomètres de Faïd pour s'ouvrir le chemin de Sbeïtla et Kasserine. L'opération « Morgenlust » sous le commandement de Rommel progressera en direction de Gafsa en utilisant une partie de l'Afrikakorps et quelques unités italiennes.
Le 14 février 1943 l'attaque sur Sidi Bouzid est lancée. Prévenu de l'imminence de l'offensive, Mac Quilin a réparti ses troupes entre le village et trois sommets qui l'entourent : le djebel Lessouda, le djebel Ksaira et la colline de Garet Hadid. Dissimulés derrière une tempête de sable, les 200 tanks allemands parviennent jusqu'aux lignes de défense sans être repérés. À la fin de la journée, le village est encerclé. Trop éloignés pour pouvoir se secourir mutuellement, les trois sommets sont assiégés. 15 M3 Stuart et 44 M4 Sherman américains présents sur place sont rapidement submergés et détruits. Mac Quilin parvient à se replier sur Sbeïtla avant l'encerclement complet, laissant derrière lui 2 500 hommes toujours encerclés sur leurs hauteurs.

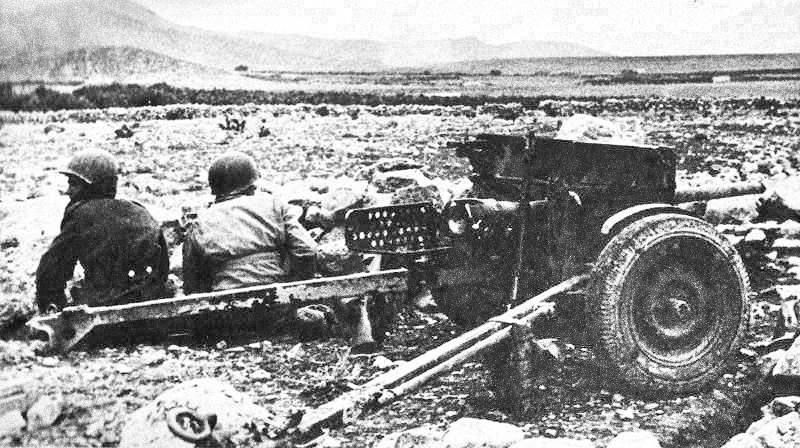
Canon américain près de Kasserine.

Le lendemain, une contre-attaque est menée par le colonel James Doyle Alger à la tête de 62 M4 Sherman. Naïf, il pénètre profondément dans les lignes allemandes avant de s'apercevoir qu'il est tombé dans un piège. Cerné par les panzers qui sortent de leurs cachettes, mitraillés par les attaques des stukas, il est également pénalisé par la supériorité du matériel allemand. À la fin de la journée, seuls quatre chars ont échappé au massacre et Alger est fait prisonnier. Le bataillon est anéanti. Il a perdu quinze officiers, 298 hommes et cinquante chars.
Face à l'échec de la contre-offensive, consigne est donnée aux dernières troupes encerclées de quitter leurs positions à la faveur de la nuit. Mais ils sont vite repérés par les patrouilles allemandes et faits prisonniers. Seuls 300 soldats parviennent à traverser les mailles du filet et rejoindre les lignes alliées.
L'annonce de la chute de Sidi Bouzid provoque la panique dans les lignes américaines. L'évacuation de Gafsa est décidée dès le 14 février au soir. Les dépôts sont détruits et les routes minées. Les civils fuient la ville dans une pagaille indescriptible emmenant chameaux, ânes, chèvres ou moutons avec eux.

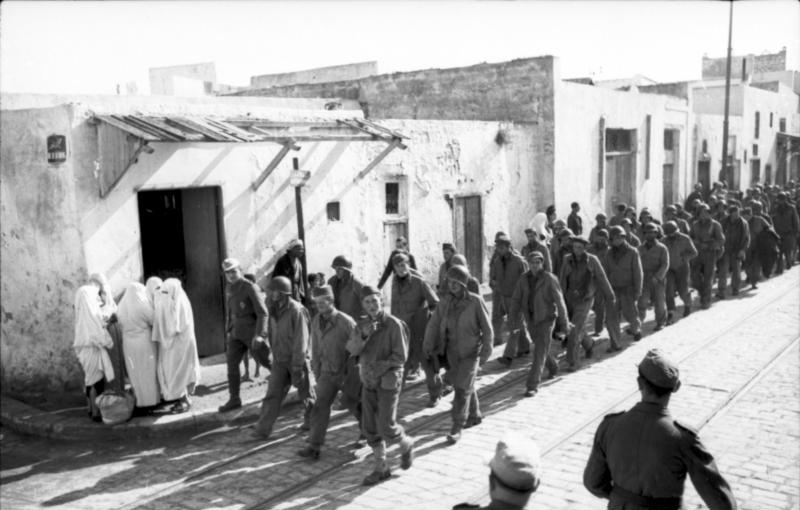
Des troupes américaines faites prisonnières dans un village tunisien.

Rommel peut alors déclencher l'opération « Morgenlust » et occuper Gafsa sans combat le 16 février. Ses troupes sont accueillies en libérateur par les habitants arabes de la ville furieux des victimes civiles et des dynamitages des stocks de munitions par les Alliés. Dès le lendemain, il pousse jusqu'à Fériana où ses hommes font main basse sur les réserves de carburants abandonnées par les Américains dans leur fuite. »

### Bataille de Sbeïtla (17 février)
À la grande fureur de Rommel, Von Arnim ne profite pas tout de suite de son avantage et laisse les débris des bataillons américains se regrouper après la défaite de Sidi Bouzid. Ceux-ci se retranchent à l'entrée de la ville de Sbeïtla. Mais le dynamitage des dépôts de munitions affole les soldats américains qui craignent d'être abandonnés. L'intensification des tirs allemands achève de paniquer les troupes chargées de retarder la progression ennemie. C'est un sauve qui peut général. La ville tombe le 17 février à 17 h.

### Bataille de Kasserine (19 février)

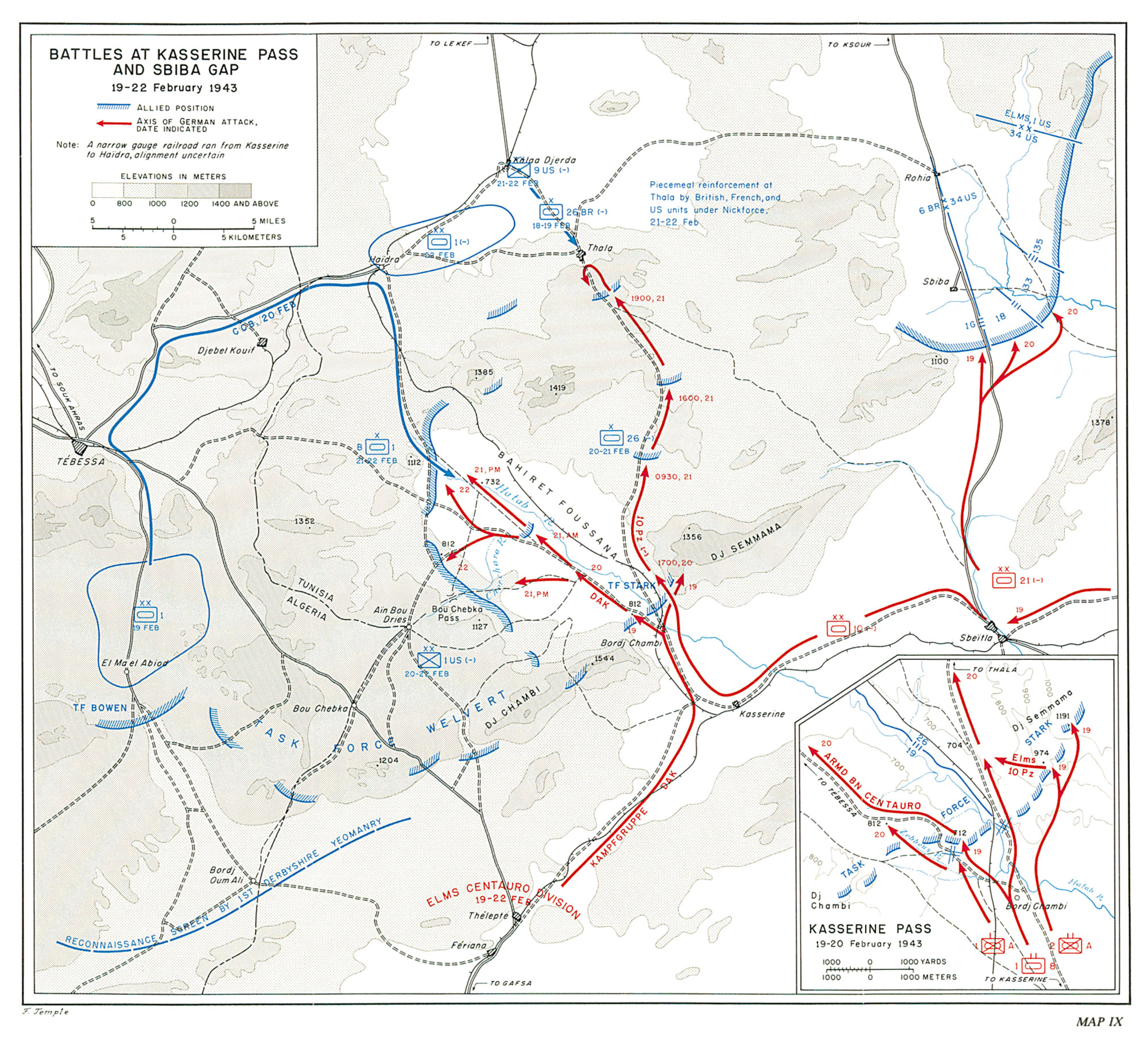
Déplacements de forces militaires pendant la bataille de Kasserine.

Au nord de Kasserine, la route emprunte une gorge entre deux montagnes de la dorsale occidentale, le djebel Chambi (1 544 m) et le djebel Semmama (1 314 m). Dans ce passage étroit long de 1 500 m et large de huit cents, se faufilent la route, la voie ferrée et l'oued El Hatab. À la sortie du défilé partent deux routes, l'une vers Tébessa en passant par Haïdra l'autre vers Thala puis Le Kef, principale ville de la partie de la Tunisie libérée par les Alliés. Après de longues hésitations du haut commandement allemand, c'est ce dernier objectif qui a été assigné à Rommel qui aurait préféré attaquer Tébessa.
Les quelques patrouilles de reconnaissance allemandes ont pu juger de la nervosité des soldats américains qui sont nombreux à abandonner leur poste au moindre accrochage. La pose de milliers de mines dans la zone ne suffit pas à rassurer le commandement américain conscient de la faiblesse des troupes chargées de défendre la gorge. Malgré leur manque d'expérience du combat, les soldats du génie sont chargés de repousser la prochaine offensive. Peu de chars ont survécu aux précédents combats et il n'y a aucune coordination entre ce qui reste des unités en retraite chargées de repousser l'attaque qu'on sait proche.

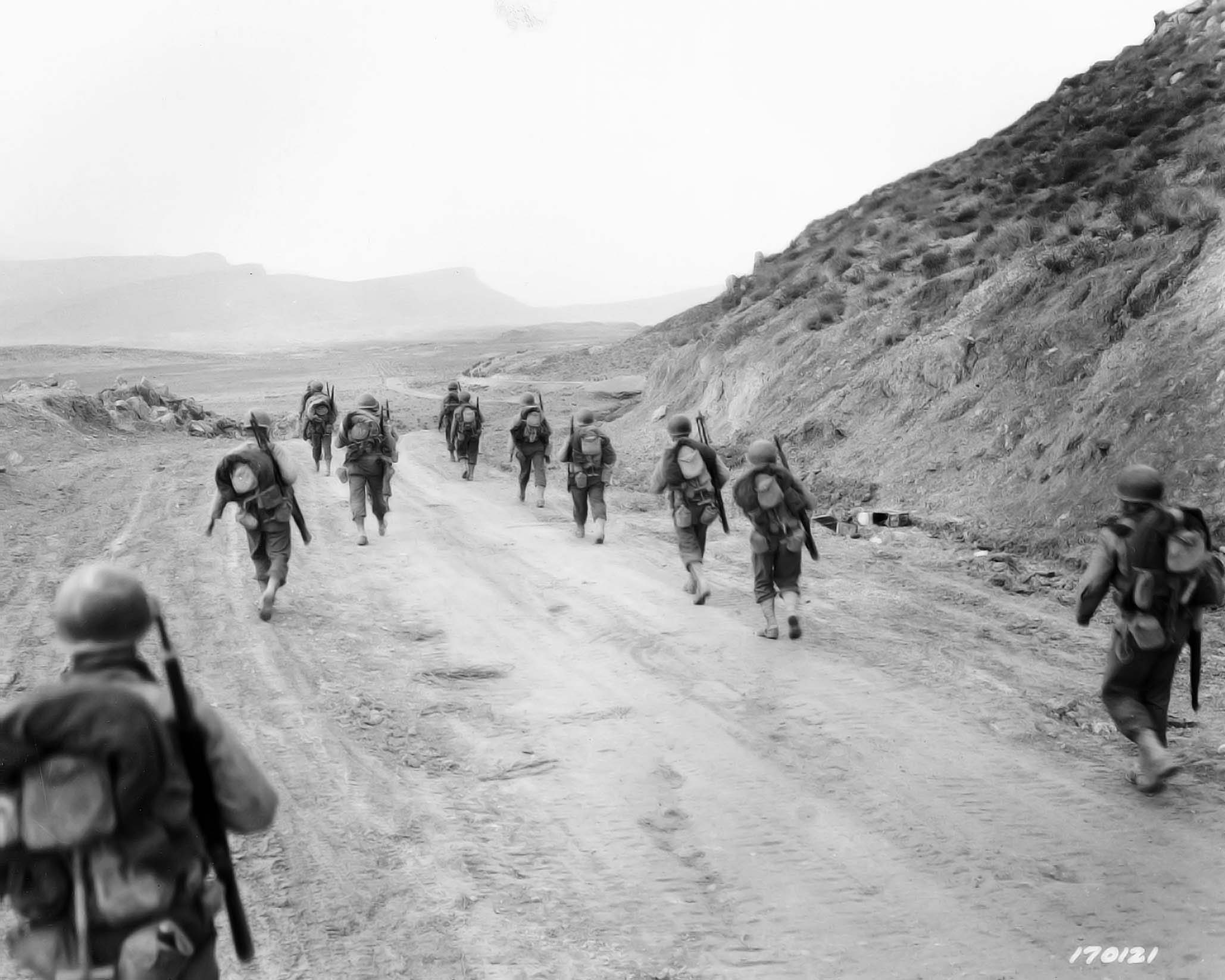
Soldats américains traversant le col.

Conscients de ce manque de combativité de leurs adversaires, les troupes d'infanterie allemandes commandées par le général Karl Bülowius (en) attaquent le 19 février sans même une préparation d'artillerie. A leur grande surprise, la résistance est telle qu'ils doivent se replier. Bülowius comprend vite que l'étroitesse de la gorge ne lui permet pas d'attaquer de front. Il envoie alors ses hommes escalader les deux montagnes pour prendre les défenseurs à revers. Les quelques soldats français qui y sont retranchés sont vite débordés. À la fin de la journée, les lignes de défense américaines sont ainsi contournées. Malgré les onze chars britanniques arrivés en renfort dans la journée, de plus en plus d'unités s'enfuient, affolées par les tirs allemands qui semblent venir de tous côtés. Mais, contrairement aux promesses de Bülowius, les Allemands n'ont toujours pas franchi la gorge à la fin de la journée.
Galvanisés par Rommel qui vient de rejoindre Kasserine, les soldats allemands repartent à l'attaque le 20 février à 8 h 30 après, cette fois, une intense préparation d'artillerie. La route de Haïdra à la sortie du défilé est conquise. Les combats se poursuivent jusqu'à Foussana laissant craindre l'ouverture d'un nouveau passage vers Tébessa. Quant à la route de Thala, Rommel doit attendre la tombée de la nuit pour avoir raison des derniers défenseurs.
Contrairement à son habitude, Rommel stoppe l'offensive pendant la nuit sans profiter du désordre régnant dans les unités américaines pour pousser son avantage. La qualité du matériel américain capturé l'impressionne et il craint une contre-offensive. De plus, il vient d'apprendre que, le même jour, Montgomery a attaqué la ligne Mareth.

### Bataille de Thala (22 février)

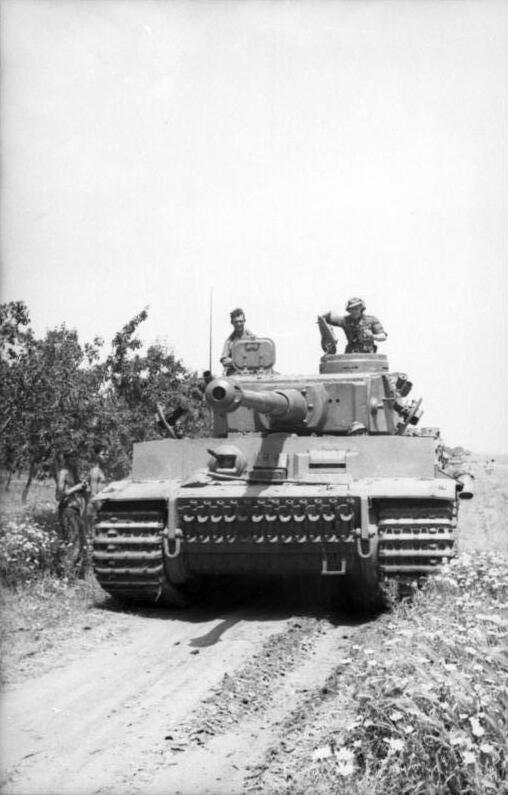
Char allemand Tigre progressant sur le front tunisien.

Après la bataille de Kasserine, Rommel scinde ses forces en deux. Il charge les chars de Bülowius et la division italienne Centauro de progresser sur la route de Haïdra pendant que la 10e Panzerdivision du général Friedrich Freiherr von Broich progressera vers Thala. Il espère diviser ainsi les forces de défense alliées et leur dissimuler son véritable objectif : Le Kef.
Mais la progression de l'unité de Bülowius est stoppée au bout d'une douzaine de kilomètres par l'unité blindée du colonel Henry Gardner. La précision des tirs américains, l'échec de l'attaque aérienne des Stukas qui perdent deux appareils convainquent le général allemand d'abandonner sa manœuvre de diversion.
La progression des chars allemands vers Thala le 21 février est retardée par la courageuse intervention de la 26e division blindée britannique (en) du brigadier Charles Dunphie. Malgré l'insuffisance du blindage de leurs chars, ses hommes tentent d'utiliser chaque repli de terrain pour se rapprocher à portée de tir de leurs adversaires. Ce n'est qu'en fin de journée que les panzers finissent par avoir raison des derniers blindés britanniques, un répit d'une journée qui permet aux troupes alliées de renforcer les lignes de défense du village.
Au cours de la nuit suivante, de petites unités françaises, britanniques et américaines arrivent à rejoindre leurs lignes et renforcent la garnison de Thala. Toute l'artillerie de la 9e division d'infanterie du brigadier général Irwin, soit 48 pièces, vient également renforcer les lignes durant la nuit après trois jours de marche.
Lorsque Broich lance l'offensive finale sur Thala le 22 février, il est surpris par la vigoureuse riposte de l'artillerie alliée. Décontenancé par la contre-offensive lancée par les derniers chars de Dunphie, il craint que les défenseurs n'aient reçu des renforts importants pendant la nuit et craint une contre-attaque sur ses arrières. De plus, les meilleures conditions météorologiques facilitent les interventions de l'aviation alliée qui pilonne les unités blindées allemandes. L'offensive des panzers est stoppée. Mis au courant, Rommel approuve la prudence de son subordonné. Il a hâte de rejoindre ses troupes cantonnées sur la ligne Mareth face à la 8e armée de Montgomery et il craint la rupture de ses lignes d'approvisionnement.
Le 23 février au matin, les défenseurs de Thala ont la surprise de découvrir que les divisions allemandes se sont repliées pendant la nuit. Il ne leur reste plus que quelques minutes de munitions et les états-majors se sont déjà repliés sur Le Kef, persuadés de la chute imminente de la ville.

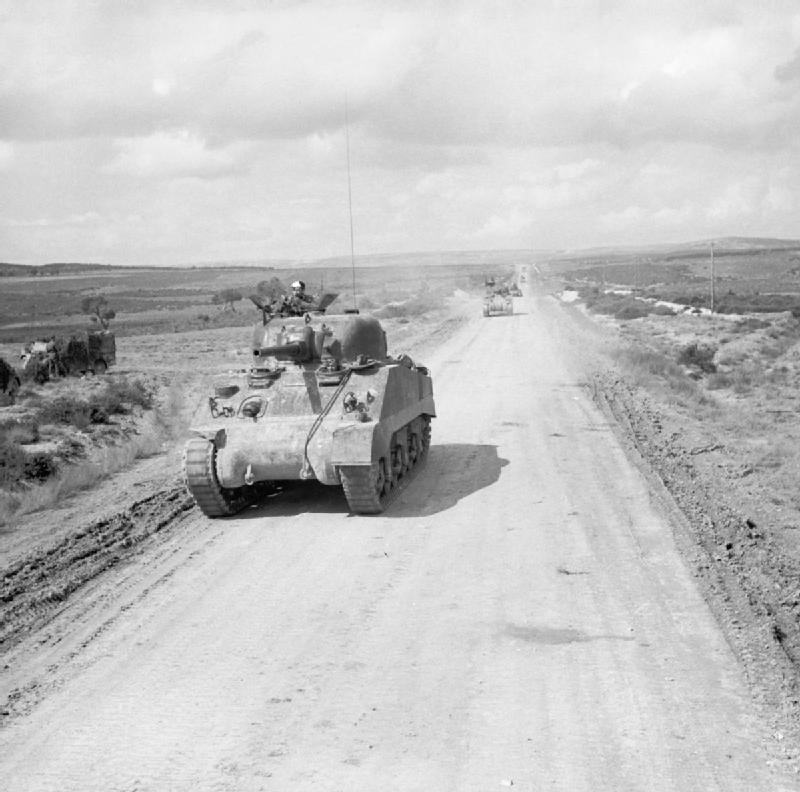
Sherman M4A1 britannique roulant vers Kasserine, le 24 février 1943.

Craignant une feinte du « Renard du désert », les Alliés attendent le lendemain pour reprendre la route de Kasserine. Leur progression est ralentie par les nombreuses mines laissées par les armées en retraite. Ce n'est que le 25 février que Kasserine et Fériana sont réoccupées sans combat. Sbeïtla et Sidi Bouzid sont atteintes le lendemain sans qu'aucun coup de feu n'ait été tiré. Seuls les véhicules incendiés et les pièces d'artillerie abandonnées témoignent de la fureur des combats qui s'y sont déroulés dix jours auparavant.

Malgré les succès des premiers jours, le plan audacieux de Rommel qui prévoyait de contourner les lignes alliées par Le Kef pour couper leurs lignes de ravitaillement et les forcer à évacuer la Tunisie a échoué. Comme le reconnait le maréchal allemand dans son récit de la défense de Thala : 
« La défense américaine avait été remarquablement organisée. Après avoir laissé nos colonnes pénétrer tranquillement dans la vallée, l'ennemi ouvrit subitement le feu de trois côtés à la fois et eut vite fait de les arrêter. Les hommes de Bülowius furent surpris de la rapidité et de la précision de l'artillerie américaine, qui mit un grand nombre de nos chars hors de combat. Lorsque nos unités durent battre en retraite, l'infanterie ennemie les poursuivit de fort près, transformant ce repli en une coûteuse retraite. En revenant à Thala le lendemain 22 février, je dus bien convenir que l'ennemi s'était trop renforcé pour que nous puissions continuer notre offensive. »

## Bilan

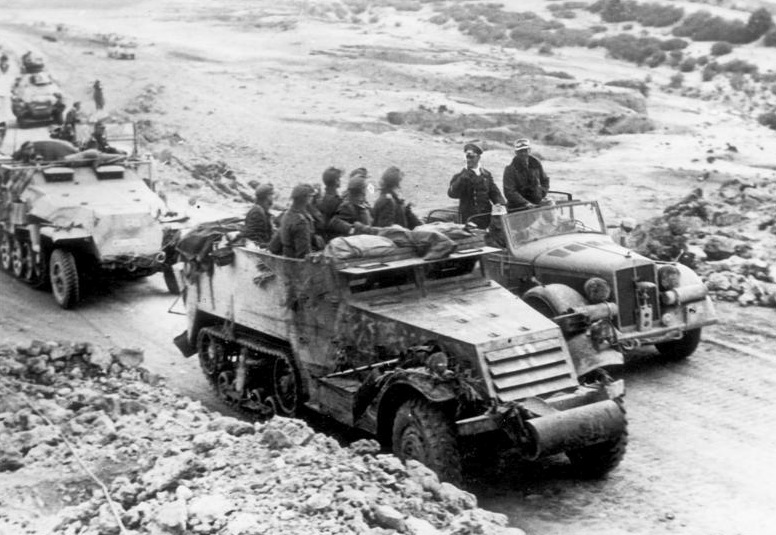
Rommel en Tunisie discutant avec des troupes conduisant un half-track M3 américain capturé.

Après cette bataille, les deux camps en étudient les résultats. Les désaccords entre Rommel et Von Arnim ont sauvé les Alliés d'une complète déroute. Jusqu'au bout, Von Arnim a refusé de transférer à Rommel les unités de panzers nécessaires pour effectuer sa percée jusqu'au Kef. Obsédé par l'idée d'effectuer une percée dans les lignes alliées au nord de la Tunisie, il a préféré désobéir aux ordres pour préserver ses forces. Son offensive victorieuse du 26 février aurait eu un impact beaucoup plus important si elle avait été lancée le même jour que l'offensive sur Thala. Amer, Rommel quitte la Tunisie persuadé que l'Afrique du Nord est déjà perdue.

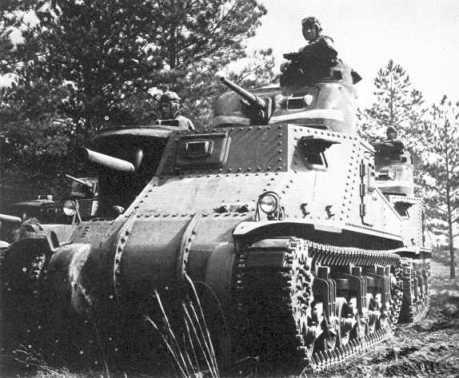
Char M3 Lee : la bataille de Kasserine montra son infériorité face aux chars allemands. À la mi-1943, plus aucun M3 n'est au combat sur le théâtre européen.

Du côté américain, l'étude de ce premier engagement désastreux entraîne une réaction immédiate. Le commandant du 2e corps américain, Lloyd Fredendall, est relevé de son commandement et ne prendra plus part à une action militaire jusqu'à la fin de la guerre. Dwight Eisenhower se rend compte que le général Omar Bradley et d'autres subordonnés de Fredendall n'ont aucune confiance en son commandement. Le 6 mars, le général George Patton prend le commandement du 2e corps américain avec pour mission d'en améliorer l'efficacité. Bradley est nommé assistant du commandant de corps.
Plusieurs officiers sont promus ou retirés. Ainsi le général Stafford LeRoy Irwin, qui commanda l'artillerie de 9e division d'infanterie durant la bataille de Kasserine, devint un talentueux commandant de division. Les commandants d'unité reçurent plus de latitude pour prendre des décisions rapides en fonction de la situation sans avoir à en référer à la hiérarchie et ils sont incités à positionner leur poste de commandement près des lignes. Au contraire, Fredendall avait construit un poste de commandement fortifié loin du front et visitait rarement les lignes. De plus, Fredendall avait l'habitude de fragmenter ses unités en groupes plus petits que les groupements tactiques et qui étaient du coup facilement encerclés et submergés. Des efforts sont faits pour améliorer la coordination de l'artillerie et du soutien aérien avec les troupes au sol, coordination qui a fait défaut durant cet épisode.

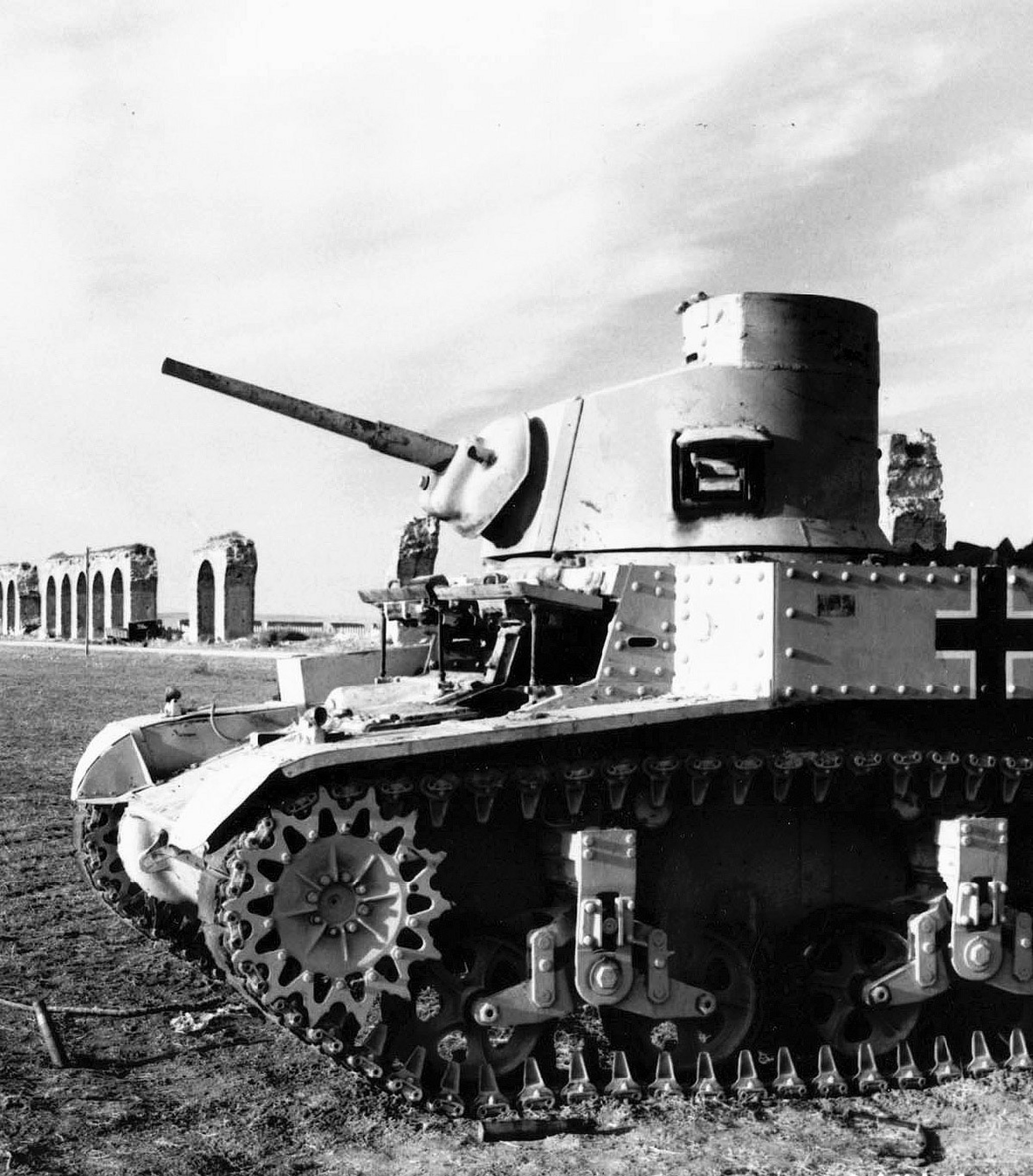
Char léger M3 Stuart américain capturé et réutilisé par l'armée allemande.

La bataille de Kasserine met surtout en lumière le manque d'entraînement au combat des troupes américaines et les faiblesses des unités blindées. En juin 1943, la durée du programme d'entraînement des recrues est porté de treize à dix-sept semaines. Les bataillons de chars légers M-3 sont retirés du front, remplacés par les Sherman.
Les combats ont aussi révélé que si les troupes françaises tiennent leur rang dans le dispositif allié, leur matériel militaire est handicapant : il est qualitativement le même que lors de la défaite de juin 1940 et donc complètement obsolète face à l'armement allemand de 1943. Aussi, dès le mois de mars, un convoi spécial de quinze navires, premier d'une importante série, leur apporte une quantité considérable de matériel ultra-moderne.
Les Allemands espèrent gagner six semaines de répit grâce aux pertes infligées aux armées alliées. Mais le terrain perdu est aussitôt récupéré. Les chars détruits sont très vite remplacés par du matériel de meilleure qualité et l'espoir allemand de faire de la Tunisie un barrage face aux armées alliées s'effondre lors de la reddition des dernières troupes le 13 mai 1943, un désastre qui coûte aux armées de l'Axe 320 000 hommes tués, blessés ou faits prisonniers, soit 120 000 de plus que lors de la bataille de Stalingrad.

### Filmographie
- Patton
- Au-delà de la gloire